# Helicoverpa hardwicki
Helicoverpa hardwicki är en fjärilsart som beskrevs av Matthews. Helicoverpa hardwicki ingår i släktet Helicoverpa och familjen nattflyn. Inga underarter finns listade i Catalogue of Life.